# Apterygida media
Apterygida media – gatunek skorka z rodziny skorkowatych (Forficulidae). Występuje w Europie – od Szwecji po Grecję i od Portugalii po Ukrainę. W Polsce jest gatunkiem rzadkim, występującym lokalnie. W Europie Środkowej zajmuje różne biotopy, głównie w pobliżu zbiorników wodnych. Jest saprofagiem.
P. Kočárek opisał morfologię stadiów przedimaginalnych i opracował klucz do oznaczania larw tego oraz kilku innych gatunków europejskich.